# Lotis
En la mitología griega, Lotis (en griego antiguo, Λωτίς / Lôtís) es una náyade.
Es citada brevemente dos veces por Ovidio, que no especifica su ascendencia. En Las metamorfosis, refiere de pasada su historia: perseguida por Príapo, fue transformada en árbol de loto para escapar de él. Sin embargo, en los Fastos da Ovidio una versión más completa, según la cual el asno de Sileno se puso a rebuznar cuando Príapo se acercó a la adormilada náyade; asustada, esta huyó dando grandes gritos, y despertó así a los demás dioses, que se burlaron de Príapo.